# Deutsches Optisches Museum

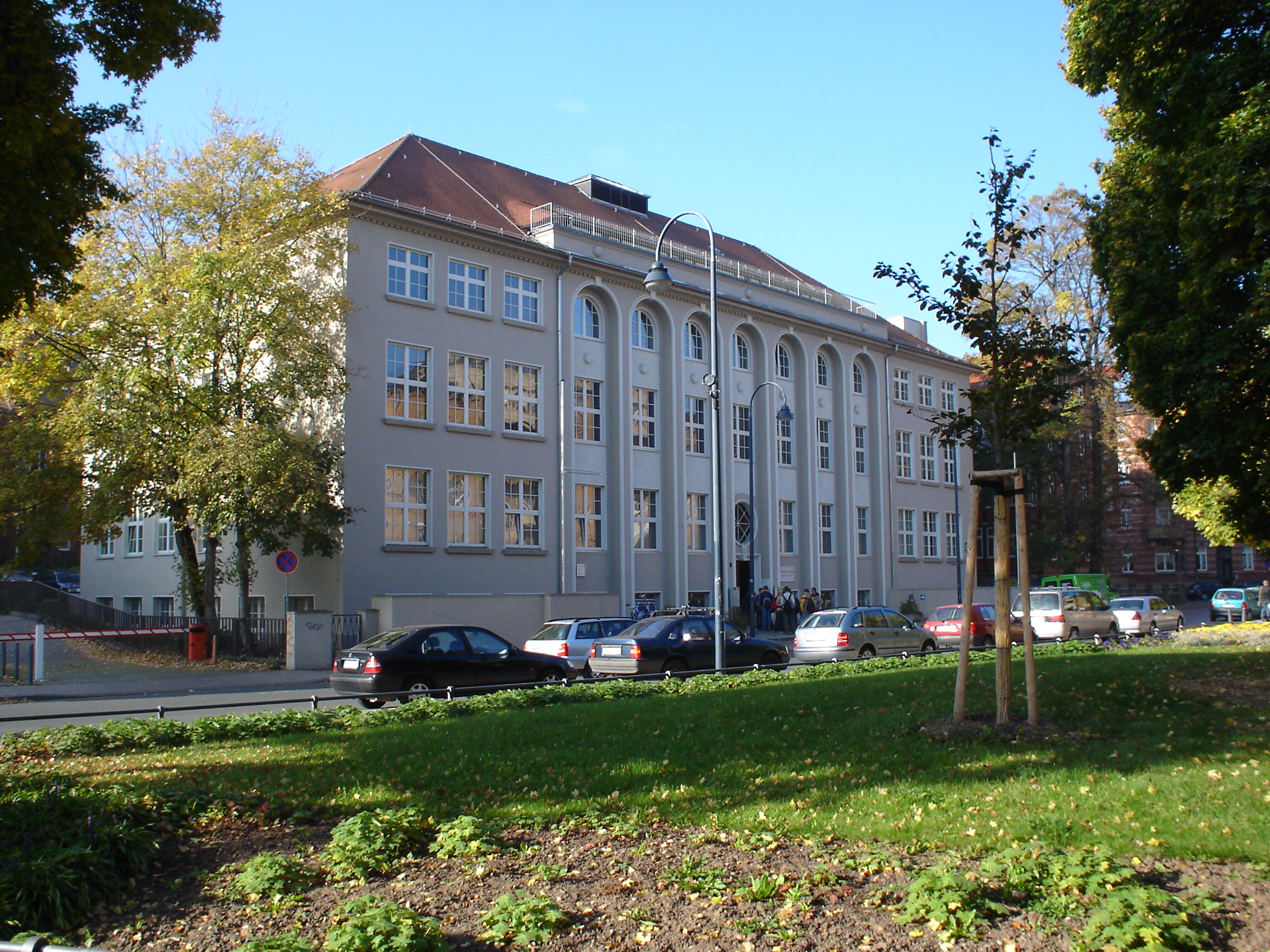
Deutsches Optisches Museum

Das Deutsche Optische Museum (kurz D.O.M.) in Jena ist ein naturwissenschaftlich-technisches Museum.
Es ist seit dem 7. Juli 2019 bis voraussichtlich 2028 wegen einer mehrjährigen Umbauphase zur vollkommenen Umgestaltung geschlossen. Es begannen bauvorbereitende Maßnahmen, die nicht mit dem regulären Besucherverkehr vereinbar waren. Daran schlossen sich eine Kernsanierung des Gebäudes und die vollkommene Neugestaltung der Ausstellung an. Zukünftig werden optische Phänomene des Alltags und technisch genutzte optische Effekte in einer Erlebniswelt der Optik umfassend experimentell erlebbar gemacht. Dazu werden historische optische Instrumente und deren Einsatz zum Wissensgewinn ganzheitlich dargestellt und darüber hinaus stets aktuelle wissenschaftliche Erkenntnisse vermittelt, um als Schaufenster der Optikforschung zu dienen. Das neue Museum soll an historischer Stätte im Zentrum der Stadt an die optischen Traditionen Jenas anknüpfen und vorhandene Bestände bewahren, wissenschaftlich erschließen und präsentieren.

## Geschichte
Neben der Produktion von Mikroskopen übernahm Carl Zeiss auch die Reparatur von optischen Geräten anderer Hersteller. Dies tat er auch, um die Entwicklung der Konkurrenz zu verfolgen. Zur Zeit der Wende vom 19. zum 20. Jahrhundert begannen die Mitarbeiter seines Unternehmens mit dem Zusammentragen von optischen Instrumenten.
Im Juni 1922 gründete die Carl-Zeiss-Stiftung das Optische Museum; die Ausstellung befand sich zunächst im benachbarten Volkshaus. Das heutige Museumsgebäude Carl-Zeiß-Platz 12 wurde für die 1917 gegründete Staatliche Optikerschule Jena nach Entwurf der Architekten Johannes Schreiter und Hans Schlag gebaut. Die Stahlbetonkonstruktion führte 1923/1924 die Nürnberger Niederlassung der Bauunternehmung Dyckerhoff & Widmann aus. Im Oktober 1924 fand der Umzug der Ausstellung in die fertiggestellte Optikerschule statt. Die Sammlung stand nur einem ausgewählten Personenkreis zu Zwecken der Forschung zur Verfügung.
Während des Zweiten Weltkriegs wurde die Ausstellung 1941/1942 zum Schutz in unterirdische Fabrikationsstätten in der Umgebung Jenas gebracht. Das Optische Museum wurde 1946 nicht wie das Zeiss-Werk von der sowjetischen Besetzungsmacht demontiert. Die Ausstellung war ab 1965 für die Öffentlichkeit zugänglich, allerdings vorerst im Griesbachschen Gartenhaus. In den Jahren 1976/1977 erfolgte der Wiedereinzug in das Gebäude Carl-Zeiss-Platz 12. Zum 100. Todestag von Carl Zeiss wurde im Dezember 1988 die historische Zeiss-Werkstatt von ca. 1860 im benachbarten Volkshaus eröffnet.
In diesem Zuge wurde das Optische Museum in Zeiss-Museum umbenannt, dies wurde aber 1991 wieder rückgängig gemacht. Im Juni 1992 übernahm die neu gegründete Ernst-Abbe-Stiftung die Trägerschaft des Museums. Die historische Zeiss-Werkstatt wurde 2002 vom Volkshaus in das Optische Museum transferiert.
Am 9. September 2016 errichteten die Carl-Zeiss-Stiftung, die Ernst-Abbe-Stiftung, die Carl Zeiss AG, die Stadt Jena und die Friedrich-Schiller-Universität Jena die Stiftung Deutsches Optisches Museum mit Sitz in Jena. Die Stiftung hat die Aufgabe, das bestehende Museum zum Deutschen Optischen Museum auszubauen.
Seit dem 1. Juli 2018 steht das Museum in Trägerschaft der Stiftung Deutsches Optisches Museum und tritt auch offiziell unter dem Namen Deutsches Optisches Museum auf. Direktor des Stiftung wurde der Hochschullehrer Timo Mappes.